# Marea Schismă a Islamului
Marea Schismă a Islamului, cunoscută și sub numele de „Marea Dezbinare” (în arabă الفتنة الأولى ) reprezintă scindarea Islamului în trei orientări,  în urma unor conflicte care aveau ca scop determinarea succesorilor Profetului Muḥammad după moartea acestuia.  Cele trei ramuri ale Islamului sunt : ramura sunnită, șiită si kharigită, fiecare recunoscând un alt număr de conducători ca succesori de drept ai Profetului. 

## Cei patru succesori ai Profetului
Dupa moartea Profetului în 632 trebuia ales un nou conducator, deoarece acesta nu lăsase pe nimeni responsabil de viitorul noii comunități.
Cei patru succesori ai Profetului erau cunoscuți sub numele de „califii bine-călăuziți” (în arabă الخلفاء الراشدون).

### Abu Bakr
Este unul dintre primii susținători ai acestuia, primul numit în funcția de calif și va se va afla la conducere timp de doi ani, până în 634, când moare. Alegerea unui succesor a reprezentat o chestiune de o importanță deosebită care a pus câteva probleme în rândul comunității, căci fiecare tabără se ridică cu o pretenție. De exemplu cei care au emigrat împreună cu Profetul de la Mecca la Medina și care au fost primi convertiți, cunoscuți ca " al-muhāğirūna " (în arabă المهاجرون)  și cei care l-au primit în sânul lor pe Muḥammad, contribuind la expansiunea Islamului, numiți " al-anṣar " (în arabă الأنصار)  Cu toate acestea, cele două tabere s-au unit pentru a forma gruparea «ṣaḥāba» (în arabă صحابة ) și pentru a decide cine este următorul conducător de drept. Abu Bakr, imediat după preluarea acestui rol, s-a confruntat cu apostazia (în arabă ridda / الرِّدَّة), purtând numeroase bătălii cu cei care se dădeau drept profeți după moartea lui Muḥammad. Tot în timpul guvernării sale s-au început și campaniile pentru extindere, el desemnând trei detașamente care aveau să cucerească Siria.

### ‘Umar (634-644)
Urmează ‘Umar, socru al Profetului, numit de însuși Abu Bakr. El va avea o contribuție deosebită în expansiunea imperiului prin stabilirea unui mare obiectiv, și anume înfrângerea sasanizilor si a bizantinilor, ajungând astfel să cucerească Siria, Palestina, Irakul, Egiptul, dar și Persia. Tot el a pus bazele a două mari orașe în Irak, Basra și Kufa. Pentru o bună administrare a noilor teritorii introduce o serie de reforme precum luarea în arendă a terenurilor arabe din zonele cucerite cu plata unor taxe la dīwān, acordându-le dreptul celor cuceriți de a-și păstra teritoriile,  deci fără a-i expropria. Pentru a evita abuzul de putere ce s-ar fi putut produce după cucerirea unui teritoriu, numește un judecător (qādi) care să rezolve problemele locale si înființează și un tribunal care să-i judece pe cei care abuzează. A reorganizat administrația pe noi baze și a introdus noi funcții precum secretar-șef (kātib), secretar militar (kātibu d-diwan), un perceptor de taxe (ṣāḥibu l-kharağ), un șef de politie (ṣāḥibu l-ahdaṯ), un trezorier (ṣāḥibu baiti l-māl) și multe altele. Înainte de moartea sa, acesta are grijă să pună bazele unui  consiliu de șase electori printre care s-au numărat  : ‘Alī ibn-abi-Ṭālib, ‘Uṯmān ibn-‘Affān, al-Zubayr ibn al-‘Awwām, Ṭalḥa ibn-‘Abdullāh, Sa‘d ibn-abi-Waqqāṣ și Abd-al-Raḥmān ibn-‘Awf, cerându-le ca fiul său să nu fie ales.  Aceștia l-au desemnat pe ‘Uṯmān în locul lui ‘Ali datorită vârstei sale înaintate și experienței. 

### ‘Uṯmān (644-656)
‘Uṯmān  este tot socrul Profetului, care s-a născut într-o familie bogată ce provenea din clanul Banu Umayya și a avut parte de o educație aleasă. La rândul său a continuat campaniile de cucerire, însă nu a reușit să atingă performanța predecedorului său, ‘Umar. Cu toate acestea, notăm printre victoriile sale cucerirea regiunii Fars, a Khorasanului, a Ciprului și a Armeniei. O mare realizare a lui este flota pe care a înființat-o alături de guvernatorul Siriei, Mu‘āwiya, la Alexandria și cea de-a doua în Cipru. Printre contribuțiile sale remarcăm editarea Coranului care a protejat cartea de interpretări și baterea de monede. Cu toate acestea, devenise corupt, fiind puternic influențat de familia sa. Accepta cadouri, oferea funcții importante membrilor familiei sale, fapte ce au dus la revolte împotriva lui. Nemulțumirea față de conducerea lui ‘Uṯmān  este exprimată și de cei trei rivali, posibili pretendenți la tron dupa moartea califului, și anume ‘Alī,  Ṭalḥa și Zubayr. În cele din urmă ‘Uṯmān este asasinat și astfel ‘Ali reușește să ajungă la conducerea califatului.  din 656 până în 661, așa cum și-a dorit încă de la început.  El este ginerele Profetului și primul care bărbat care a aderat la noua religie. Odată cu preluarea funcției de calif se vor naște și conflictele care au dus la separarea Islamului. 

### 'Alī (656-661)
'Alī este în sfârșit al patrulea și ultimul calif bine-călăuzit, așa cum și-a dorit încă de la început.  El este ginerele Profetului și primul care bărbat care a aderat la noua religie. Odată cu preluarea funcției de calif se vor naște și conflictele care au dus la separarea Islamului. 

## Conflictul principal
Un prim obiectiv al lui ‘Alī a fost să își înlăture cei doi rivali, pe Ṭalḥa și al-Zubayr care îl contestau ca succesor, având-o alături și pe ‘Ā᾽iša, soția preferată a Profetului, care era contra lui ‘Alī din cauză  că o jignise. Cei trei au adunat o armată și l-au angajat pe ‘Alī în ceea ce istoria va numi „Bătălia Cămilei” după aminitea ‘Ā᾽išei. ‘Alī reușește să iasă învingător și cei doi rivali ai săi sunt uciși, în timp ce ‘Ā᾽iša este capturată și trimisă înapoi la Medina, deoarece, fiind soția Profetului,  niciun rău nu i se putea face, ba chiar trebuia tratată cu respect.  Această bătălie nu este însă singurul impediment pe care ‘Alī va trebui să îl depășească în calitate de calif, urmând o alta și mai importantă, care avea să lase pentru totdeauna amprente asupra Islamului.  
Aflat în noua capitală, Kufa, ‘Alī primește o nouă lovitură, de data aceasta din partea lui Mu‘āwiya ibn-abi-Sufyān, guvernatorul Siriei de la acea vreme care îl acuză că nu i-a pedepsit pe ucigașii lui ‘Uṯmān pentru fapta reprobabilă săvârșită.  Pentru a susține acuzațiile aduse, acesta arată în Moscheea de la Damasc cămașa califului ucis, pătată de sânge, și degetele soției sale care au fost retezate în momentul în care a încercat să îl apere. Astfel ‘Alī se află într-un mare impas, deoarece fie trebuia să îi captureze pe  asasinii califului, fie să devină complicele acestora. ‘Aīi refuză și în consecință Mu‘āwiya îi declară război. Marea bătălie va avea loc la Ṣiffīn, iar finalul ei este unul cu totul neașteptat. Deși având un avantaj considerabil și fiind pe punctul de a câștiga, ‘Alī este pus din nou în dificultate prin strategia comandantului armatei adversarului său. Acesta a decis ca toți combatanții să prindă pagini ale Coranului în vârful lăncilor, dovadă că sorții bătăliei trebuie hotărâți altfel decât prin luptă. Ostilitățile încetează și ‘Alī acceptă propunerea lui Mu‘āwiya de a recurge la arbitraj pentru a finaliza conflictul.  Fiecare își numește un reprezentant care joacă rolul de judecător și însoțiți  de alți martori aceștia iau decizia de a-l destitui pe ‘Alī din funcție, deoarece  "s-a coborât la nivelul unui simplu pretendent ". Odată cu acceptarea arbitrajului se va produce și scindarea Islamului în cele trei ramuri. La scurt timp, ‘Alī este ucis de un kharigit care dorea să se răzbune  chiar în drum spre moschee. 

## Cele trei ramuri ale Islamului

### Sunnismul
Sunniții fac parte din orientarea majoritată a Islamului, cu aproximativ 85% de musulmani.  Țările în care aceștia nu predomină ca număr fiind puține, și anume Iranul, Irakul, Azerbaidjanul, Bahrainul și poate Libanul. Sunniții recunosc primii patru califi ca succesori de drept ai profetului Muḥammad, în timp ce șiitii cred că această responsabilitate a aparținut numai ginerelui Profetului, ʿAlī, și descendenților săi. Sunniții se ghidează după shari’a (legea canonică), care este conținută în Coran. Prin hadithe, adică spusele Profetului, au fost explicate și dezvoltate principiile acestei legi, iar autoritatea supremă pentru înțelegerea și aplicarea lor este consensul comunității (ijmāʿ).  Un alt principiu utilizat este cel al analogiei (qiyas), adică folosirea rațiunii umane pentru a compara situații noi cu cele deja prevăzute în legislație, iar în anumite perioade s-a apelat chiar și la efortul de interpretare (ijtihad), prin care se încearcă adaptarea legii la condițiile mereu schimbătoare ale existenței societății musulmane.  În funcție de imporanța acordata acestui efort de interpretare s-au constituit cele patru școli juridice ale sunnismului, și anume școala malekită, cea hanafită, șafeită și cea hanbalită.

#### Șiismul
Șiiții îl recunosc pe ‘Alī drept urmaș legitim al Profetului. Șiiții consideră că imamul,ca successor al Profetului, este și deținătorul unei cunoașteri ezoterice.  Ei cred că dreptul la succesiune aparține familiei lui Muḥammad și celor care îi urmează acesteia, căci ei asigură înțelegerea adecvată revelației transmise. Deci membrii familiei Profetului sunt și cei care transmit învațăturile mai departe.  Șiiții se împart la rândul lor în mai multe grupări, în funcție de numărul de imami pe care îl admit și recunosc.  Aceștia pot fi zaidiți (acceptă 5 imami) sau ismailiți (cu 7 imami) sau chiar duodecimani (cu 12 imami). Imamul are dreptul de a interpreta legea și numai sub îndrumarea lui se poate obține convingerea religioasă, căci el se află sub protecția divină împotriva greșelii și a păcatului. Majoritatea siitilor cred ca seria de imami se termina cu un imam care nu moare propriu-zis, ci ramane ascuns pentru a reveni intr-o zi ca sa instaureze pacea pe pamant.

##### Kharigismul
Kharigiții au apărut după bătălia de la Ṣiffīn și după acceptarea arbitrajului de către ‘Alī. Ei au dezaprobat cu fermitate decizia luată de ‘Alī față de propunerea făcută de rivalul său. Ca atare, o parte din cei care îl urmaseră până atunci, îl acuză pe  ‘Alī că a trădat mesajul divin, că în loc să decidă soarta califatului prin luptă, a lasat să fie decisă la masa negocierilor. Kharigitii sunt cunoscuți pentru puritanismul și chiar fanatismul lor. Din punctul lor de vedere orice persoană este eligibilă să conducă atât timp cât este un musulman ireproșabil. Aceștia nu consideră hadithul la rangul de a fi lege și se ghidează doar după Coran. Ei au recunoscut totuși legitimitatea primilor doi califi, Abu Bakr si ‘Umar. Kharigiții s-au împărțit încă din epoca omeyyadă în mai multe subsecte precum azraqită, ibadită și sufrită, denumite după întemeietori. Singura care supraviețuiește până în zilele noastre fiind cea ibadită.